# Boris Sloetski

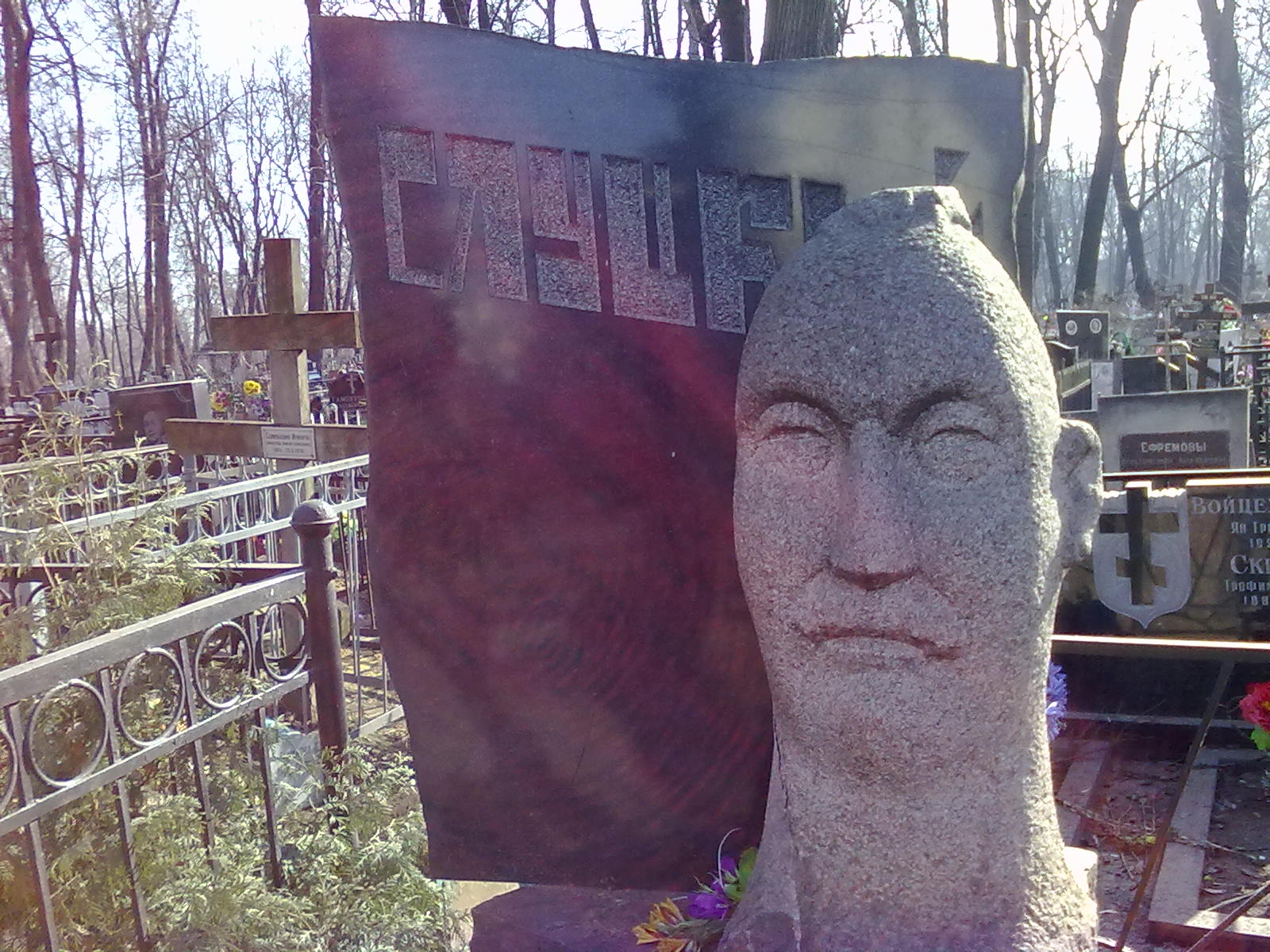
Graf van Boris Sloetski

Boris Abramovitsj Sloetski  (Russisch: Борис Абрамович Слуцкий) (Slovjansk, 7 mei 1919 - Toela, 22 februari 1986) was een Russisch (Joods) schrijver en dichter.

## Leven en werk
Sloetski bracht zijn jeugd door in Charkov en ging in 1939 literatuur studeren aan het Maxim Gorki-instituut te Moskou. Daar kwam hij in contact met een groep jonge dichters, waaronder Paul Kogan en David Samojlov, die zich later de “generatie van het jaar 1940” noemden. Van 1941 tot 1945 vocht Sloetski met het Rode Leger in de Tweede Wereldoorlog, welke ervaringen later veelvuldig terugkeerden in zijn werk. Na de oorlog werkte hij een aantal jaren voor de radio.
In 1956, tijdens de ‘dooi’, publiceerde Ilja Erenburg enkele van Sloetski’s apolitieke doch anti-Stalinistisch voelende gedichten en in 1957 verscheen zijn eerste bundel “Geheugen”, met veel reeds eerder geschreven werk. Sloetski groeide snel uit tot een van de meest representatieve schrijvers uit de oorlogsgeneratie en uit de post-Stalinistische tijd. 
Sloetski’s poëzie behandelt vooral algemeen menselijke problemen. Hij schrijft oorlogslyriek vol pijn en vol trauma. Hij schrijft over individuele lotgevallen zonder sentimenteel of pathetisch te zijn. Een veelvoorkomend thema in zijn werk is de Joodse problematiek (antisemitisme, de Holocaust). Ook schrijft hij veel over ouderdom en dood. Een soort meta-thema in zijn werk is de didactische taak die hij ziet voor de dichter. Voor hem is de dichter “niet een telefoon- maar een telegraafdraad”.
Sloetski streefde naar een helder, direct en bijna prozaïsch taalgebruik in zijn poëzie, zonder verfraaiingen. Hij had veel invloed op het werk van Joseph Brodsky. 
Sloetski vertaalde ook veel werk, vooral gedichten, uit het Jiddisch naar het Russisch.

## Gedicht "Fysici en Lyrici" (1959)
We houden fysici in ere. 

Voor lyrici heeft niemand tijd. 

Ik ben niet aan het speculeren, 

Het is een soort wetmatigheid.
Wij faalden dus in het onthullen

Van wat ons te onthullen stond! 

Dus onze jambetjes zijn prullen, 

Je komt er niet mee van de grond. 

En onze paarden, die ontberen

Het Pegasus-gevoel geheid.

We houden fysici in ere, 

Voor lyrici heeft niemand tijd.
Dit alles is allang bewezen,

Geen mens die zich hier tegen kant.

Ach, pijnlijk hoeft het niet te wezen.

Nee, het is eerder interessant

Te zien hoe onze rijmen slinken,

Als schuim dat aanspoelt op het strand,

Hoe grootsheid waarlijk weg zal zinken

In logaritmen en verstand.
(Vertaling Peter Zeeman)